# Director de seguridad
El Director de Seguridad es la figura del máximo responsable de la seguridad de una Empresa u Organismo, tanto público como privado, en la que esté constituido un Departamento de Seguridad. 

## Habilitación
Los que hayan sido declarados aptos en las pruebas para directores de seguridad, para obtener su habilitación deberán aportar:
Documentación de carácter general:
- Instancia del interesado.
- Certificado médico de poseer aptitud física y capacidad psíquica necesarias para prestar servicios de Seguridad Privada, excepto para el personal en activo que ejerza funciones de seguridad pública o privada.
- Certificado de antecedentes penales, expedido por el Registro Central de Penados para los españoles y extranjeros residentes en España, y documento original y equivalente que surta los mismos efectos para los solicitantes extranjeros no residentes.
- Estarán exentos de presentar este certificado los españoles y extranjeros residentes en España que en su instancia hayan autorizado expresamente a la División de Formación y Perfeccionamiento de la Dirección General de la Policía, su petición de oficio al Registro Central de Penados.
- Declaración jurada a que se refieren los apartados e), f), y según los casos de los apartados g) y h) del artículo 53 del Real Decreto 2364/1994, de 9 de diciembre, por el que se aprueba el Reglamento de Seguridad Privada.
- Fotocopia compulsada del Título de Bachiller, de Técnico Superior, de Técnico en las profesiones que se determinen, u otros equivalentes a efectos profesionales, o superiores. En caso de títulos equivalentes, deberá acreditarse mediante certificado expedido por la Dirección General de Ordenación del Sistema Educativo, dependiente del Ministerio de Educación.
- Curriculum vitae.
- Dos fotografías tamaño carné.
- Justificante acreditativo de haber realizado el ingreso de la tasa por habilitación de Directores de Seguridad con arreglo al modelo 790 a favor del Tesoro Público, en las Entidades Bancarias o Cajas de Ahorros colaboradoras; cuenta restringida de la Agencia Estatal de la Administración Tributaria. El citado modelo 790 será facilitado en las Comisarías de Policía y deberá ser cumplimentado con los datos correspondientes, señalando como tarifa aplicable la sexta. ESTO ES MUY IMPORTANTE, SE PODRÁ SOLICITAR TAMBIÉN EL TIP DE JEFE DE SEGURIDAD EN EL MISMO ACTO

Documentación de carácter específico:
- Estar en posesión de la titulación de seguridad reconocida, a estos efectos, por el Ministerio del Interior o
- Acreditar el desempeño durante cinco años, como mínimo, de puestos de dirección o gestión de seguridad pública o de seguridad privada y superar las correspondientes pruebas a que se refiere el artículo 12 de la Orden INT/318/2011, de 1 de febrero, sobre personal de seguridad privada.

## Funciones del Director de Seguridad según la Nueva Ley de Seguridad Privada Ley 5/2014, de 4 de abril de Seguridad Privada
En relación con la empresa o entidad en la que presten sus servicios, corresponde a los directores de seguridad el ejercicio de las siguientes funciones:
- [La organización, dirección, inspección y administración de los servicios y recursos de seguridad privada disponibles.]
- [La identificación, análisis y evaluación de situaciones de riesgo que puedan afectar a la vida e integridad de las personas y al patrimonio.]
- [La planificación, organización y control de las actuaciones precisas para la implantación de las medidas conducentes a prevenir, proteger y reducir la manifestación de riesgos de cualquier naturaleza con medios y medidas precisas, mediante la elaboración y desarrollo de los planes de seguridad aplicables.]
- [El control del funcionamiento y mantenimiento de los sistemas de seguridad privada.]
- [La validación provisional, hasta la comprobación, en su caso, por parte de la Administración, de las medidas de seguridad en lo referente a su adecuación a la normativa de seguridad privada.]
- [La comprobación de que los sistemas de seguridad privada instalados y las empresas de seguridad privada contratadas, cumplen con las exigencias de homologación de los organismos competentes.]
- [La comunicación a las Fuerzas y Cuerpos de Seguridad competentes de las circunstancias o informaciones relevantes para la seguridad ciudadana, así como de los hechos delictivos de los que tenga conocimiento en el ejercicio de sus funciones.]
- [La interlocución y enlace con la Administración, especialmente con las Fuerzas y Cuerpos de Seguridad, respecto de la función de seguridad integral de la entidad, empresa o grupo empresarial que les tenga contratados, en relación con el cumplimiento normativo sobre gestión de todo tipo de riesgos.]
- [Las comprobaciones de los aspectos necesarios sobre el personal que, por el ejercicio de las funciones encomendadas, precise acceder a áreas o informaciones, para garantizar la protección efectiva de su entidad, empresa o grupo empresarial.]
- [ Art.36 y 35 de la Nueva Ley de Seguridad Privada]

## Asociaciones profesionales que representan a los directores de seguridad
- Asociación Directivos de Seguridad Integral ADSI, fundada en 1996. www.adsi.pro
- Asociación Española de directores de seguridad AEDS  www.directoreseguridad.org

Creación en el año 1987, solo asocia a Directores de Seguridad.
- Asociación de directores de seguridad privada en línea ADISPO www.adispo.es